# 菊地燎
菊地 燎（きくち りょう、1994年10月16日 - ）は、日本の男性声優。福島県出身。ジャストプロ所属。

## 来歴
2014年、第1回セガサミーグループ次世代声優オーディションにて審査員特別賞を獲得、2015年よりコペルに所属、2016年12月に退所した。
2016年、次世代男性声優オーディション「ツキプロ Music Grand Prix 2016」に合格。ツキクラメンバーとなる。
2017年、SHIROBACO タマ5 四期生に就任。
同年、A&Gアカデミー23期を卒業。新アクターズゲート『燎と雪乃のほっぷ！すてっぷ！！はんてぃんぐ！！！』のレギュラーを務める。
2018年、1月4日アミュレート正所属となる。2022年、12月28日をもってアミュレートを退所。
2023年、2月1日ジャストプロ所属となる。
2024年、8月1日自身のYouTubeチャンネルを開設。。

## 人物
趣味はカラオケ、野球観戦。特技は短距離走、弓道。好きな色は青。虫が好き。現在はうさぎを飼っている。
特技は、フライパン転がし、英語（英検2級）。

## 出演
太字はメインキャラクター

### テレビアニメ
2010年代
- とんかつDJアゲ太郎（2016年、クラブの客）
- ツキウタ。 THE ANIMATION（2016年、スタッフ）
- シュタインズ・ゲート ゼロ（2018年、客）
- B-PROJECT〜絶頂*エモーション〜（2019年、バイト少年）

2020年代
- 異常生物見聞録（2020年、ユエン）
- RE-MAIN（2021年、岡井、六花学園控え選手11番）
- 邪神ちゃんドロップキックX（2022年、オバケ）
- サマータイムレンダ（2022年、島民）
- ちいかわ（2024年、中止で〜す）
- さようなら竜生、こんにちは人生（2024年、エルフB）
- 最強の王様、二度目の人生は何をする?（2025年、盗賊、男子生徒、冒険者）

### ゲーム
- Destiny Knights (2018年、ベナレス[16])
- プレカトゥスの天秤（2018年、キート・パルヴィア[17]）
- 快感♥フレーズ CLIMAX -NEXT GENERATION-（2019年、藤原ヒカル[18]）
- アニマルフロンティア（2020年、ゾウメイジ[19]）
- 白猫プロジェクト（2020年、シロー[20]）
- シンスメモリーズ 星天の下で（2021年、水元隼也[21]）
- Relayer（2021年、ハレー[22]）
- ヒプノシスマイク -Alternative Rap Battle-（2021年、匕首 御籤[23]）
- コープスパーティーⅡ Darkness Distortion（2025年、進藤ユウ[24]）

### ドラマCD
- Nightmare Kiss…（2018年、宝生吏星[25]）
- スクールバンドライフ（2020年、龍園寺珠[26]）

### デジタルコミック
- その溺愛、お断りします（2019年、松丸颯太）
- 溺愛なんてズルすぎる!!（2020年、渡瀬歩斗）
- -50kgのシンデレラ（2020年）

### 舞台
- 劇団アルタイル SPRING FESTIVAL 2017（2017年4月15日 - 4月16日、NEW PIER HALL） - 月島ヒジリ 役
- アイ★チュウ ザ・ステージ（2018年2月23日 - 3月1日、サンシャイン劇場） - 鳶倉アキヲ 役[27]
  - 『Live!!アイ☆チュウ ザ・ステージ〜les quatre saisons〜』(2018年7月16日、東京国際フォーラム ホールC) - 鳶倉アキヲ 役
- 舞台企画 斜楽生「プライベート～信じたモノはナニカ～」（2018年3月30日 - 4月1日、新宿村LIVE）[28]
- 舞台「ポセイドンの孫とYシャツと私」（2018年8月23日 - 9月2日、上野ストアハウス）[29]
- 舞台「Collar×Malice -岡崎契編-」（2019年5月2日 - 12日、東京のシアターサンモール／5月17日 - 19日、松下IMPホール） - 星野香月 役
- 朗読劇『初等教育ロイヤル』（2024年8月21-25日、こくみん共済 coop ホール/スペース・ゼロ）-山崎くん 役[30]

### 映画
- AKB ShortShorts『9つの窓』赤い糸（2016年、ヒロインの相手）

### ラジオ
※はインターネット配信。
- 燎と雪乃のほっぷ!すてっぷ!!はんてぃんぐ!!!（2017年 - 2018年、超!A&G+※）[31]
- 近藤雄介と菊地燎のdream DANG‼（2020年 - 、超!A&G+※）[32]

### Web配信
- 感じて★僕らの10ダネス（ニコニコ生放送：2015年6月10日 - 8月26日）メインMC
- ツキクラの裏語録（アニメイトタイムズ：2016年5月13日 - ）回替わりパーソナリティー
- ツキクラLINEライブ（LINELIVE:2016年4月4日 - ）
- とびだせ！はぴすた学園（ニコニコ生放送:2016年10月20日 - ）準レギュラー
- 菊地燎のノーサイン！！（2021年 - 、ニコニコ生放送）[33]

### テレビ番組
- ツキプロch.（TOKYO MX：2016年4月6日 - 6月22日、同年10月7日 - ）
- 有吉くんの正直さんぽ  （フジテレビ：2017年5月27日）

### その他コンテンツ
- 劇団アルタイル（月島ヒジリ）
- 「四十七大戦」首都圏会議（鳥取さん）

## ディスコグラフィ

### キャラクターソング
| 発売日        | 商品名                                                                  | 歌 | 楽曲                                        | 備考                                 |
| ------------- | ----------------------------------------------------------------------- | --- | ------------------------------------------- | ------------------------------------ |
| 2018年3月14日 | 劇団アルタイル ソロシリーズコレクションアルバム -a galaxy of new stars- | 月島ヒジリ（菊地燎）                                                                                           | 「Wonderful Stage                           | 『劇団アルタイル』関連曲             |
| 2018年3月14日 | 劇団アルタイル ソロシリーズコレクションアルバム -a galaxy of new stars- | 劇団アルタイル                                                                                                 | 「集合写真」                                | 『劇団アルタイル』関連曲             |
| 2020年3月25日 | JEALOUSYS                                                               | F★light | 「Galaxy Dream」 「Spark in the night」     | ゲーム『快感♥フレーズ CLIMAX』関連曲 |
| 2024年6月14日 | We Are Adventures!                                                      | アイリス（堀江由衣）、クロカ（山根綺）、シロー（菊地燎）、ジン（島崎信長）、サヤ（日高里菜）                   | 「We Are Adventures!」                      | ゲーム『白猫プロジェクト』関連曲     |
| 2024年7月14日 | We Are Adventures! (Hero comeback ver.)                                 | 主人公（梶裕貴）、アイリス（堀江由衣）、クロカ（山根綺）、シロー（菊地燎）、ジン（島崎信長）、サヤ（日高里菜） | 「We Are Adventures! (Hero comeback ver.)」 | ゲーム『白猫プロジェクト』関連曲     |

### ユニットメンバー
1. ↑  麻布ノブアキ（岡延明）、市ヶ谷リンタロウ（井上雄貴）、大崎イズモ（古畑恵介）、霞サクヤ（荒一陽）、要タツヒコ（大海将一郎）、神谷トウマ（糸川耀士郎）、蔵前カズキ（寺下知輝）、護国寺ミカド（西野太盛）、駒込タイキ（熊谷大樹）、東雲ユウリ（市川太一）、渋谷ヨウスケ（小松準弥）、千川リツ（筆村栄心）、辰巳マキ（徳武竜也）、月島ヒジリ（菊地燎）、豊洲ダイスケ（仲島大輔）、永田イツキ（松岡一平）、中野タツヤ（飯塚達哉）、森下ショウゾウ（田村昇三）、両国ジュンペイ（馬場惇平）
2. ↑  藤原ヒカル（菊地燎）、犬塚蜂矢（滝澤諒）、白鳥春月（小林大紀）、神崎夏向（ランズベリー・アーサー）、豪道司（岩永賢之丞）、柊北斗（石井孝英）